# Jakob Ankersen
Jakob Svarrer Ankersen (Esbjerg, 22 settembre 1990) è un ex calciatore danese, di ruolo centrocampista.
È fratello gemello di Peter Ankersen.

## Carriera

### Club
Ha debuttato il 22 settembre 2010 contro lo Svendborg.
Con l'Esbjerg ha giocato nella massima serie del campionato danese e in Europa League.
Il 2 febbraio 2015 il giocatore viene ceduto all'IFK Göteborg.

### Nazionale
Ha giocato nella nazionale danese Under-20.

## Palmarès

### Club

#### Competizioni nazionali
- Coppa di Danimarca: 1

Esbjerg: 2012-2013
- Coppa del Belgio: 1

Zulte Waregem: 2016-2017